# Valravn
Valravn — датская музыкальная группа. Названа по названию датского фольклорного персонажа — ворона, напитавшегося останками погибшего в битве короля или вождя и приобретшего благодаря этому сверхъестественные способности.
Образована в 2005 году на основе группы «Virelai», исполнявшей аутентичную средневековую скандинавскую музыку. Песни Valravn также имеют фольклорную основу и зачастую представляют собой обработки датских, фарерских или исландских баллад, исполняемые на архаических вариантах национальных языков. Вокал солистки группы Анны Катрин Эгилстрёд, уроженки Фарерских островов, часто сравнивают с голосом Bjork. Помимо скандинавских стран, группа гастролировала в Бельгии, Нидерландах, Швейцарии, Германии, Польше, Чехии и России — в том числе на международном фестивале «Камwа» в Перми (2010), где, по мнению продюсера Александра Чепарухина, им была уготована роль главного открытия.

## Состав
- Анна Катрин Эгилстрёд (фар. Anna Katrin Egilstrøð) — вокал
- Сёрен Хаммерлунд (дат. Søren Hammerlund) — колёсная лира, мандолина
- Мартин Зееберг (дат. Martin Seeberg) — альт, флейты
- Хуан Пино (исп. Juan Pino) — перкуссия
- Кристофер Юл (дат. Christopher Jull) — электроника и звукорежиссура

## Дискография
Альбомы
- Danser Duggen Af Jorden (2002, Virelai) — как «Virelai»
- Havmandens Kys (2006, Virelai) — как «Virelai»
- Fra Bølger Og Bjerge (2011, Virelai) — как «Virelai»
- I Danser Vel (2014, Virelai) — как «Virelai»
- Valravn (2007, Not On Label)
- Krunk Krunk (2007, Not On Label)
- Koder På Snor (2009, Westpark Music)
- Re-cod3D (2011, Valravn) — только сторонние remix and remake

Миньон
- Krunk (2005, Not On Label)

## Распад
http://newslab.ru/blog/529462
14 июля — Мир Сибири 2013
…завершали программу скандинавы из коллектива Valravn. Как оказалось, их концерт в Шушенском был прощальным — после этого выступления группа перестала существовать.
https://www.facebook.com/Valravn
10 сентябрь
Dear all, it was very touching to share the last concert with Valravn in such a magical and special atmosphere in Selb. I will be forever grateful for have had this opportunity in these years, to create and share, to make of our feelings a ritual. Now the challenge is to see how it will go on, the magic has not only one form, it can multiply and discover new ways. Like a caterpillar transforming into a butterfly…
4 сентябрь
On Sunday the 8th of September Valravn will play the last concert for a good while, with Anna Katrin Egilstrod and Juan Pino, as well as with the string trio Sirenerne.
It will happen at Festival Mediaval in Selb, Germany.
The newly released 2 songs «Hand i hand» and «Genuine» will also be part of the repertoire, you can buy/download them from our bandcamp page and from other shops as iTunes.

## Галерея

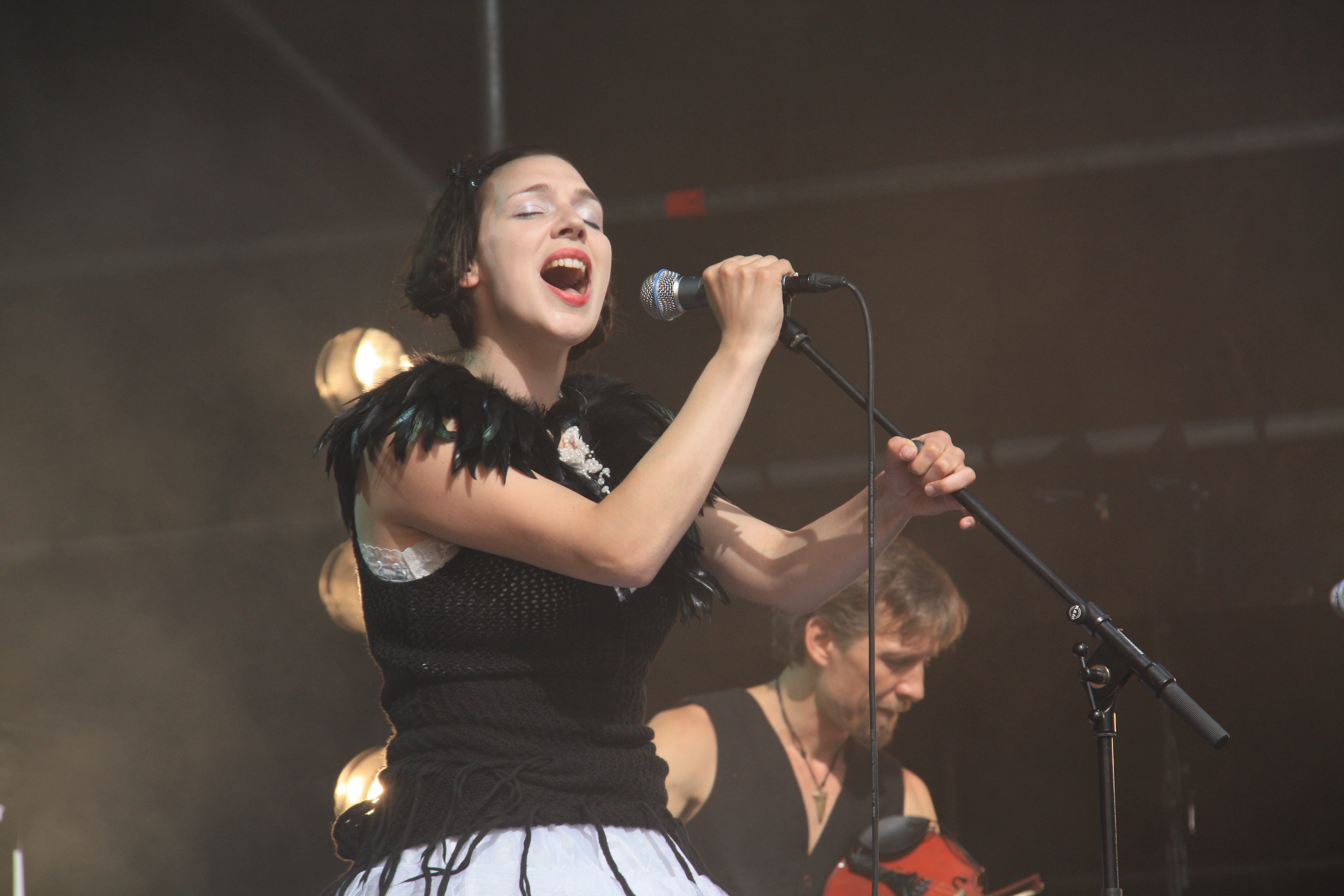
Анна Катрин Эгилстрёд
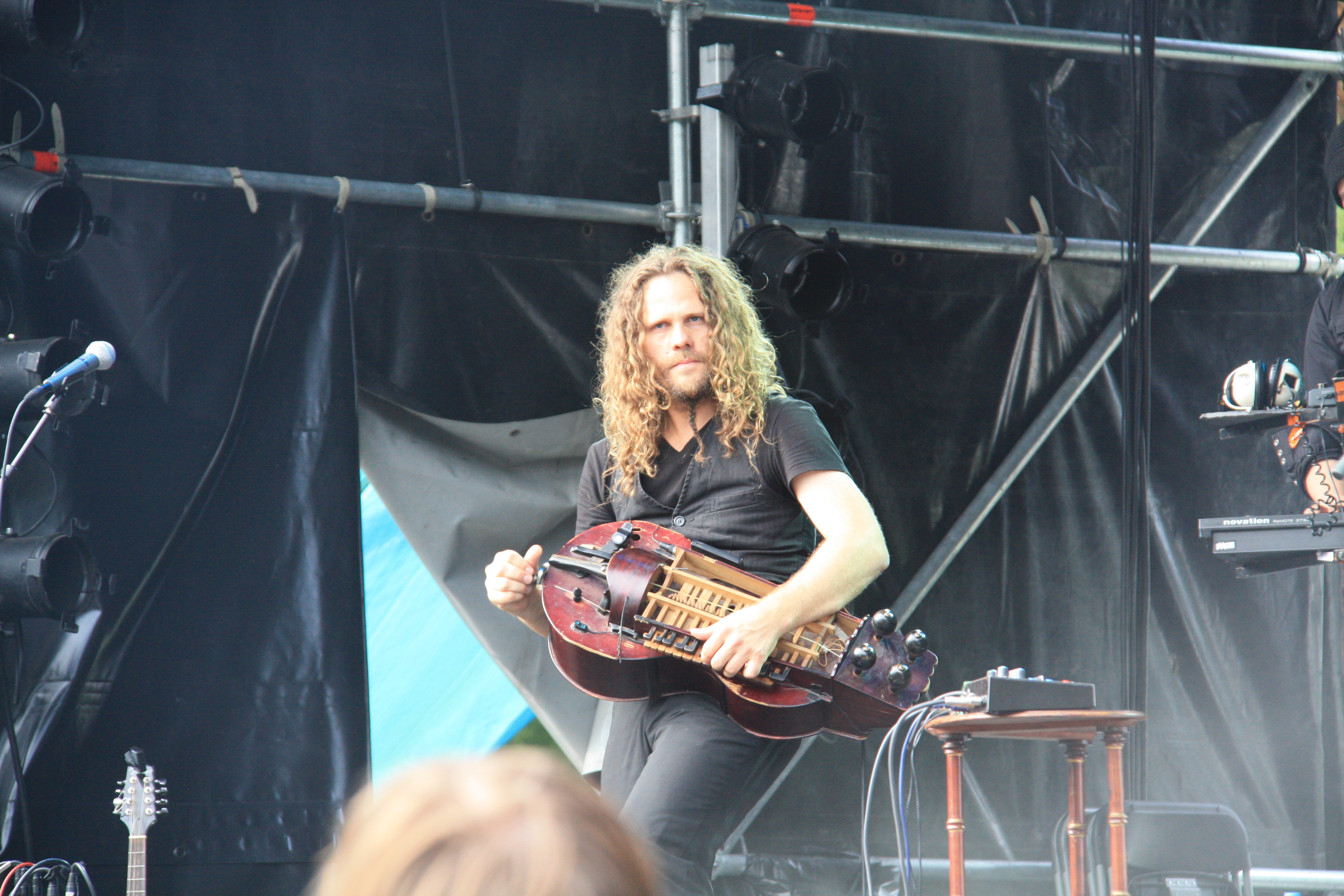
Сёрен Хаммерлунд
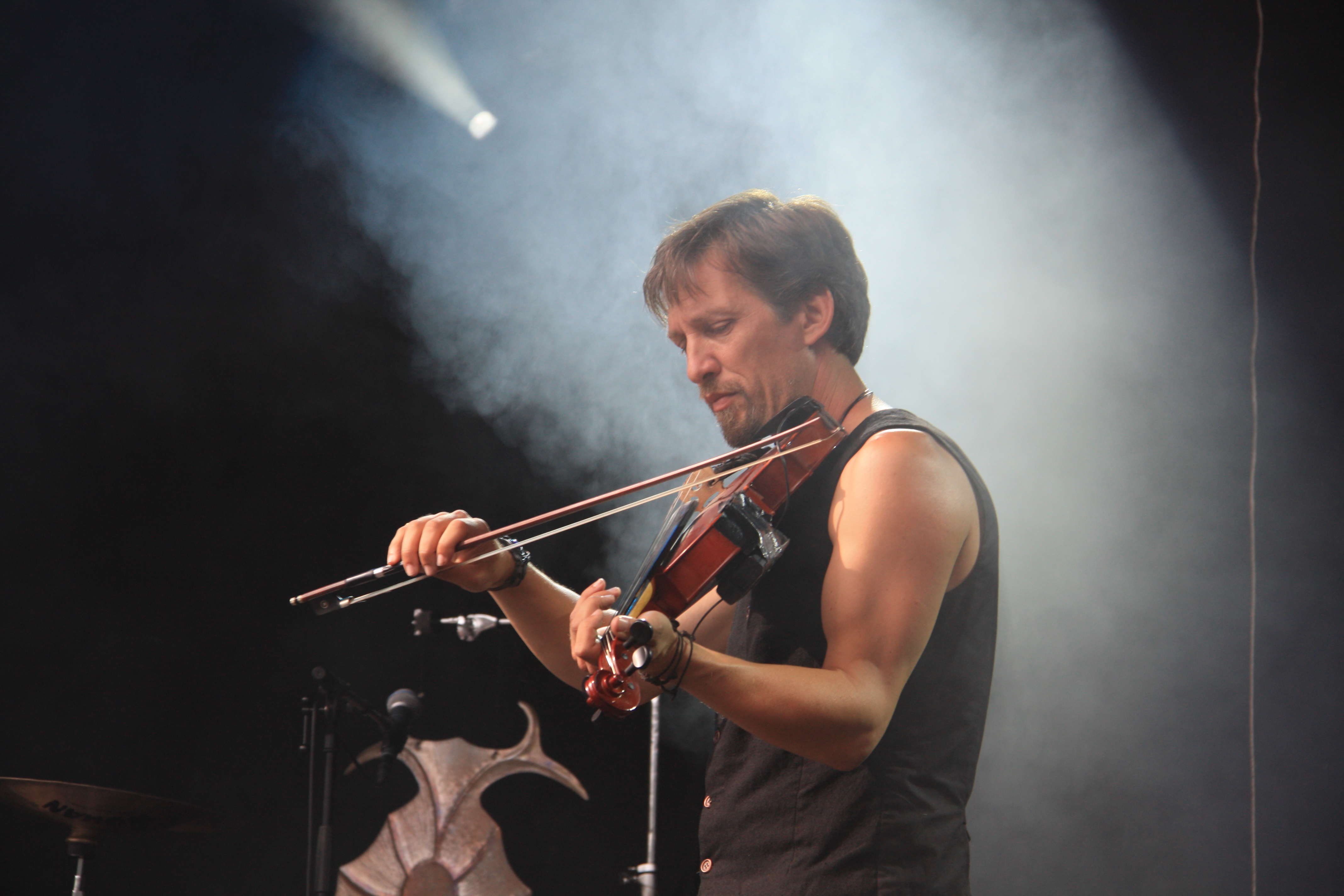
Мартин Зееберг
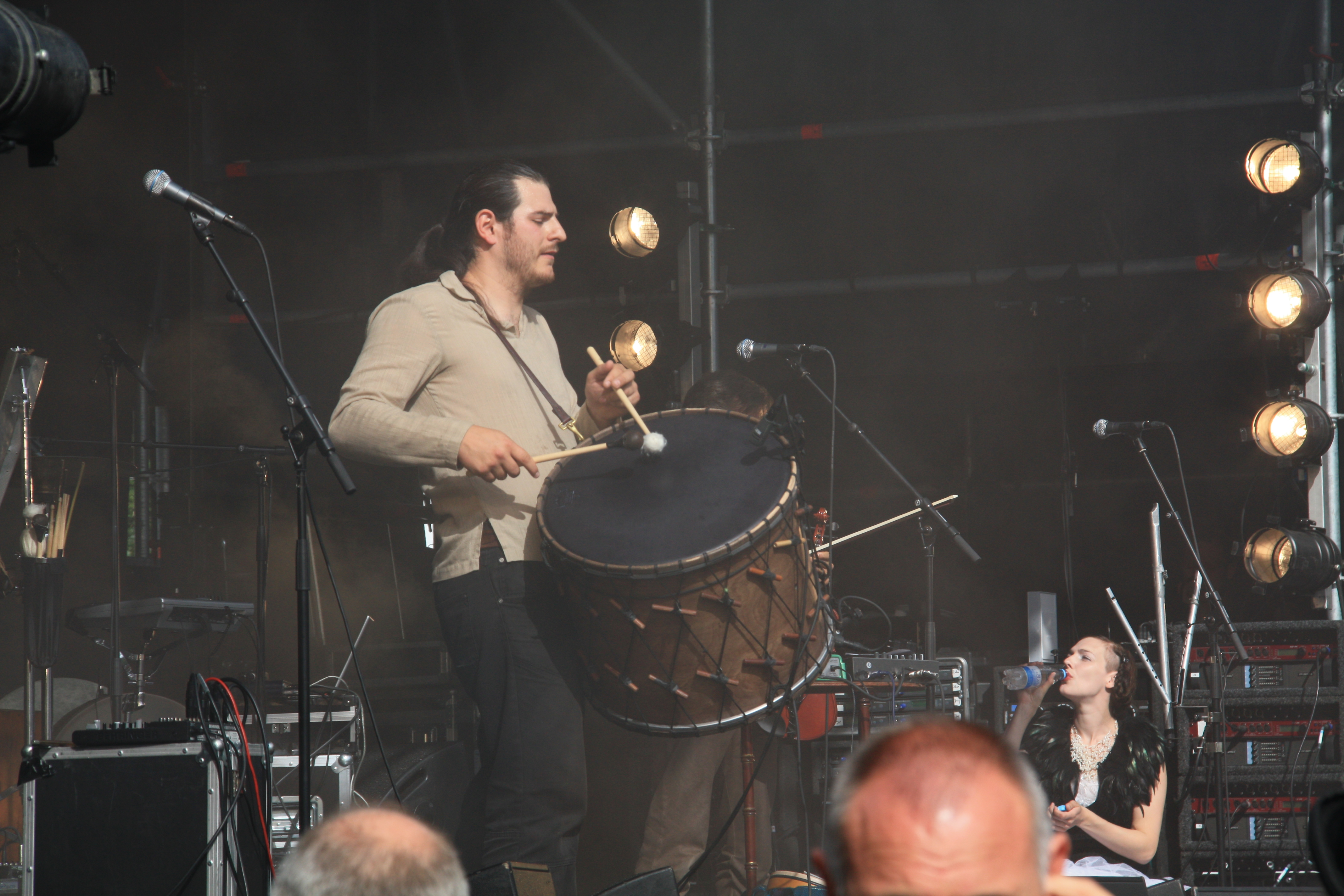
Хуан Пино